# Виробництво кави в Пуерто-Рико

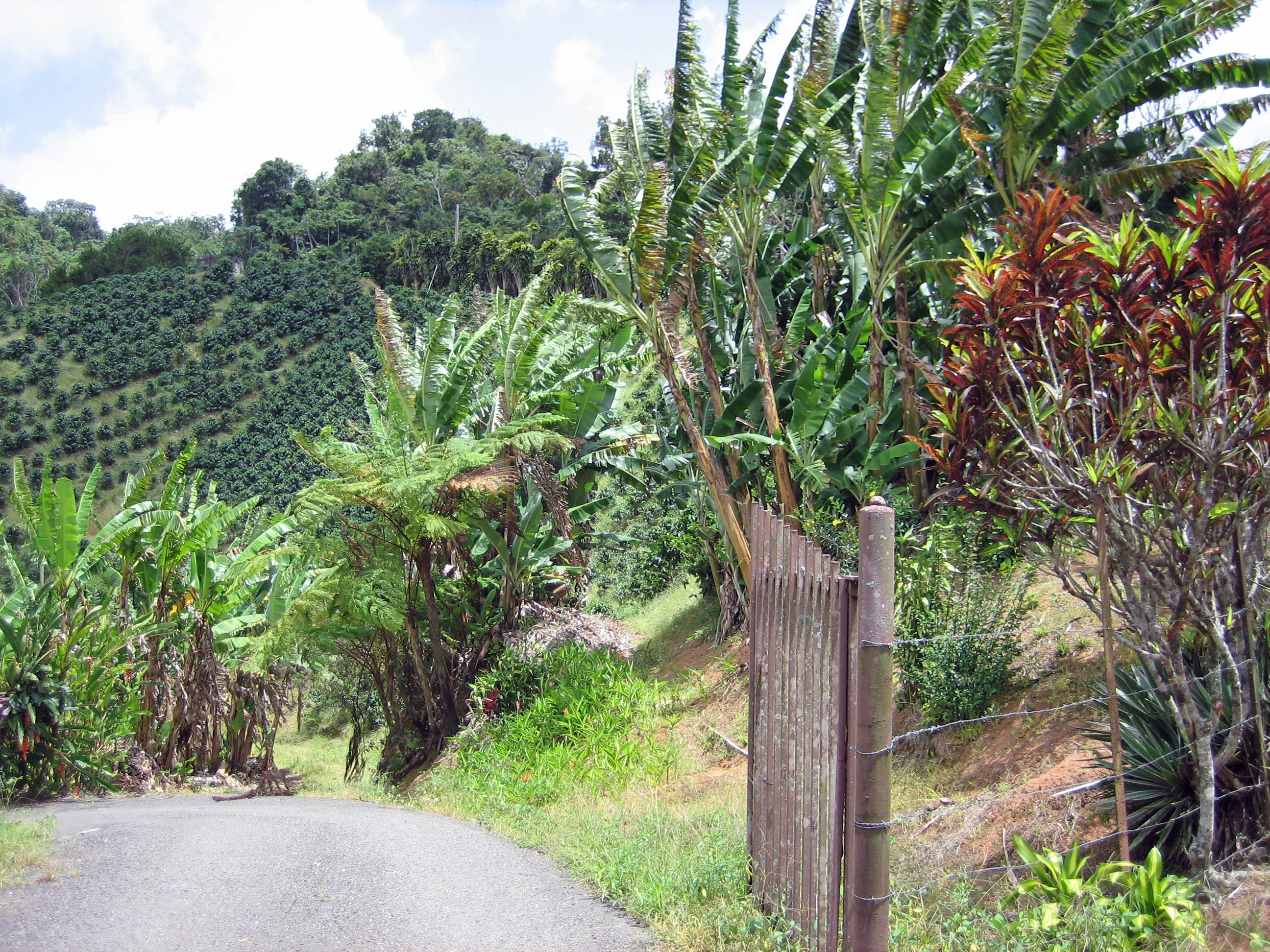
Кавова плантація в Пуерто-Рико

Виробництво кави в Пуерто-Рико має складну історію з XVIII століття до сьогодення. Виробництво досягло піку під час іспанського колоніального панування, але зменшилося, коли острів був анексований Сполученими Штатами в 1898 році. Останніми роками торгівля кавою для гурманів експоненціально зросла і багато традиційних кавових фазенд іспанського колоніального періоду відродилися.  Пуерториканська кава характеризується як м'яка та солодка.

## Історія
Кава вперше була завезена в Пуерто-Рико в 1736 році як другорядна товарна культура під час іспанського колоніального правління з сусідньої Мартиніки і в основному споживалася на місцевому рівні. До кінця XVIII століття острів виробляв понад мільйон фунтів кави на рік. До кінця XIX століття виробництво кави досягло піку, і острів був сьомим за величиною виробником кави в світі.  До 1898 року Утуадо був найвідомішим місцем у виробництві кави.  Таке швидке зростання кількості та якості кави, виробленої на острові, пояснюється іммігрантами з Європи, які привнесли свій досвід у його зростання.
У 1898 році Сполучені Штати анексували острів з-під контролю Іспанії, і згодом на ньому спостерігався спад виробництва кави, оскільки більше уваги приділялося комерційному вирощуванню цукрової тростини. Однак зараз спостерігається відродження виробництва кави, традиційні садиби фазенди знову відкриваються, а додаткові площі відводяться під урожай. Нові кавові ферми були відкриті в Центральній Кордильєрі, де вміст поживних речовин у вулканічному ґрунті сприяє високовартісному виробництву вишуканої кави.

## Виробництво
Райони з виробництва кави на острові поширені по всій території Пуерто-Рико, лежачи на висоті 730—850 метрів над рівнем моря у західній центральній гірській місцевості, що тягнеться від Рінкона до Ороковіса. Існує також потенціал для вирощування кави на високих висотах у таких місцях, як Понсе, з піком 1 340 метрів. Основні райони виробництва кави розташовані в муніципалітетах Яуко, Пуерто-Ріко, Ад'юнтас, Сан-Себастьян, Ларес і Лас-Маріас на північному заході центральної частини країни. В останні роки на виробництво вплинули такі фактори, як хмарний покрив, зміна клімату, висока вартість виробництва та наслідки політичних заворушень. Також повідомляється, що близько половини врожаю залишається незібраним через відсутність збирачів.
Кава арабіка є основним видом кави, що вирощується; популярні сорти — Бурбон, Тіпіка, Пакас і Катімор. На місцеве споживання припадає третина продукції. Кава з Домініканської Республіки та Мексики також імпортується для комерційної кави для місцевого споживання фаст-фудами та більшістю кафетеріїв невеликих міст. Однак кількість експорту дуже обмежена.